# Johann Gött
Johann Gött (* 10. Dezember 1810 in Wehrheim, Taunus; † 17. Oktober 1888) war ein siebenbürgischer Buchdrucker und Zeitungsverleger.

## Leben
Johann Gött lernte Drucker in Frankfurt am Main und ging auf Wanderschaft über Berlin, Warschau, Wien, Graz, österreichische Triest, Pest in Ungarn nach Hermannstadt in Siebenbürgen und kurzzeitig nach Bukarest. Ende 1830 war in Kronstadt der Drucker Friedrich August Herfurth verstorben; im Alter von 22 Jahren übernahm Gött den 1539 von Schobeln gegründeten Betrieb. 1834 heiratete er die Tochter von Peter Arzt, einem wohlhabenden Fassbinder aus Kronstadt.
Am 21. Januar 1834 erhielt er vom Magistrat die Genehmigung zur Herausgabe einer Wochenzeitung. Um 1836 wurde George Bariț sein Redakteur. Vom 24. Mai 1837 bis 22. März 1849 gab er das Siebenbürger Wochenblatt und vom 1. Dezember 1837 bis 26. Dezember 1839 die Erdelyi Hirlap heraus. Ab 1839 gab er den Kalender Der nützliche Rathgeber (ab 1860 Der sächsische Hausfreund) heraus. Im Juni 1848 begann Wilhelm Johann Krafft hier seine Buchdruckerlehre. 1849 hatte er die Veröffentlichung zu stoppen und wurde oft verfolgt. Im Weiteren brachte er ab 1849 die Kronstädter Zeitung heraus.
Ab 1851 war er Vizepräsident der Industrie- und Handelskammer und zwischen 1866 und 1876 deren Präsident. Um 1871 arbeitete er mit dem evangelischen Pfarrer und Lehrer Samuel Traugott Schiel (1812–1881) zusammen. 1871 beantragte er beim Kronstädter Stadtrat 30 Florin für den Bau einer Straße durch den Hoaban zur Schulerau. Im darauf folgenden Jahr begannen ungarische Gebirgsjäger, von der Schulerau aus in Richtung Stadtrand, eine Straße mit geringen Steigungen zu bauen. Am 26. Oktober 1876 wurde er Bürgermeister von Kronstadt. 1883 starb sein Sohn Heinrich.